# Lista de filmes portugueses de 1945
Lista de filmes portugueses de longa-metragem lançados comercialmente em Portugal em 1945, nas salas de cinema.
Notas: Na secção coprodução, passando o cursor sobre a bandeira aparecerá o nome do país correspondente.
| # | Filme                | Realização            | Género                     | Estreia         | Coprodução |
| - | -------------------- | --------------------- | -------------------------- | --------------- | ---------- |
| 1 | Um Homem às Direitas | Jorge Brum do Canto   | Drama                      | 22 de fevereiro | —          |
| 2 | Inês de Castro       | José Leitão de Barros | Drama, história            | 9 de abril      | —          |
| 3 | José do Telhado      | Armando de Miranda    | Drama, aventura, biografia | 12 de dezembro  | —          |
| 4 | A Noiva do Brasil    | Santos Mendes         | Drama                      | 14 de maio      | —          |
| 5 | A Vizinha do Lado    | António Lopes Ribeiro | Comédia                    | 7 de maio       | —          |